# Audrey Wells
Pour les articles homonymes, voir Wells.
Audrey Wells est une scénariste, réalisatrice, productrice et actrice américaine, née le 25 janvier 1960 à San Francisco (Californie, États-Unis) et morte le 4 octobre 2018 à Santa Monica en Californie.

## Filmographie

### Comme scénariste
- 1996 : Entre chiens et chats (The Truth About Cats & Dogs), de Michael Lehmann
- 1997 : George de la jungle (George of the Jungle), de Sam Weisman
- 1999 : Guinevere, d'Audrey Wells
- 2000 : Sale Môme (The Kid), de Jon Turteltaub
- 2003 : Sous le soleil de Toscane (Under the Tuscan Sun)
- 2004 : Shall we dance?, La nouvelle vie de Monsieur Clark, de Peter Chelsom
- 2007 : Maxi papa (The Game Plan), d'Andy Fickman
- 2018 : The Hate U Give - La Haine qu'on donne (The Hate U Give) de George Tillman Jr.
- 2020 : Voyage vers la Lune (Over the Moon) de Glen Keane

### Comme réalisatrice
- 1999 : Guinevere
- 2003 : Sous le soleil de Toscane (Under the Tuscan Sun)

### Comme productrice
- 1996 : Entre chiens et chats (The Truth About Cats & Dogs), de Michael Lehmann
- 2003 : Sous le soleil de Toscane (Under the Tuscan Sun) d'après l'ouvrage éponyme autobiographique de Frances Mayes

### Comme actrice
- 2003 : George de la jungle 2 (George of the Jungle 2) (vidéo), de David Grossman : Airline Passenger

## Distinctions

### Nomination
- 2004 : Nomination au prix GLAAD Media de l'Outstanding Film - Wide Release pour Sous le soleil de Toscane[3].